# Vlado Šola
Vlado Šola (* 17. November 1968 in Prisoje bei Duvno, Jugoslawien) ist ein ehemaliger kroatischer Handballspieler. Mittlerweile ist er als Handballtrainer tätig.
Šola, der zuletzt für den kroatischen Spitzenclub RK Zagreb spielte und für die kroatische Männer-Handballnationalmannschaft auflief, war Handballtorwart.
Vlado Šolas Familie zog früh nach seiner Geburt nach Sesvetski Kraljevec, einem Stadtteil von Zagreb. Beim dortigen Budućnost Sesvetskog Kraljevca begann Šola mit dem Handballspiel. Schließlich debütierte er für den RK Medveščak Zagreb in der ersten jugoslawischen Liga, später wechselte er zum RK Sisak. 1996 nahm ihn der deutsche Bundesligist GWD Minden unter Vertrag; dabei war Šola der erste Handballspieler, der vom Bosman-Urteil profitierte. 1998 zog er weiter zum Zweitligisten SG Willstätt/ Schutterwald, mit dem er 1999 in die 1. Handball-Bundesliga aufstieg. 2002 wechselte er zu Chambéry Savoie HB nach Frankreich,  2004 dann zum ungarischen Spitzenclub MKB Veszprém, mit dem er 2005 und 2006 die ungarische Meisterschaft sowie 2005 den ungarischen Pokal gewann. 2006 kehrte er in seine Heimat zurück, diesmal zum RK Zagreb, wo er 2007 sowie 2008 erneut nationale Meisterschaft und Pokal gewann. Bis 2008 ließ Šola seine Karriere ausklingen.
Vlado Šola hat in seiner Karriere über 130 Länderspiele für die kroatische Männer-Handballnationalmannschaft bestritten. Mit seinem Land wurde er bei der Handball-Weltmeisterschaft der Männer 2003 in Portugal Weltmeister, bei den Olympischen Spielen 2004 in Athen Olympiasieger. Bei den Weltmeisterschaften 1995 auf Island und 2005 in Tunesien gewann er jeweils Silber, 2007 in Deutschland fehlte er verletzungsbedingt.
Bekannt wurde Šola in Deutschland vor allem wegen seiner rost-rot gefärbten Haare, die ihm den Spitznamen Pumuckl einbrachten.
Ab März 2009 war er Co-Trainer und Sportdirektor bei RK Zagreb. Weiterhin war Vlado Šola Torwarttrainer der Kroatischen Handballnationalmannschaft. Im Oktober 2020 übernahm er das Traineramt von RK Zagreb.
Ab Februar 2023 war er Nationaltrainer der montenegrinischen Männernationalmannschaft; nach der verpassten Weltmeisterschaftsqualifikation trat er im Mai 2024 vom Amt zurück.